# Гадинківська сільська рада
Гади́нківська сільська́ ра́да — колишня адміністративно-територіальна одиниця та орган місцевого самоврядування в Гусятинському районі Тернопільської області. Адміністративний центр — с. Гадинківці.

## Загальні відомості
- Територія ради: 20,661 км²
- Населення ради: 1 363 особи (станом на 2001 рік)
- Територією ради протікає річка Нічлава

З 30 липня 2018 р. у складі Копичинецької міської громади.

## Населені пункти
Сільській раді були підпорядковані населені пункти:
- с. Гадинківці
- с. Вигода

## Склад ради
Рада складалася з 16 депутатів та голови.
- Голова ради: Байрак Ганна Володимирівна
- Секретар ради: Дражньовська Надія Євстахівна

### Керівний склад попередніх скликань
| Прізвище, ім'я, по батькові | Основні відомості                                                 | Дата обрання | Дата звільнення |
| --------------------------- | ----------------------------------------------------------------- | ------------ | --------------- |
| Бісюк Марія Дмитрівна       | Сільський голова, 1960 року народження                            | 26.03.2006   | 31.10.2010      |
| Гриб Микола Орестович       | Сільський голова, 1963 року народження, освіта вища, безпартійний | 31.10.2010   | 16.12.2012      |
| Байрак Ганна Володимирівна  | Сільський голова, 1957 року народження, освіта вища, позапартійна | 16.12.2012   |                 |

Примітка: таблиця складена за даними сайту Верховної Ради України

### Депутати
За результатами місцевих виборів 2010 року депутатами ради стали:

#### За суб'єктами висування
| Суб'єкт висування | Кількість обраних депутатів | %   |
| ----------------- | --------------------------- | --- |
| Самовисування     | 16                          | 100 |

#### За округами
| № округу | Прізвище, ім'я, по батькові   | Дата визнання обраним | Освіта             | Партійна приналежність | Відомості про обраного депутата                 |
| -------- | ----------------------------- | --------------------- | ------------------ | ---------------------- | ----------------------------------------------- |
| 1        | Глухівська Ганна Фрідріхівна  | 03.11.2010            | середня спеціальна | позапартійна           | Гадинківська с/р, землевпорядник                |
| 2        | Бісюк Павло Іванович          | 03.11.2010            | вища               | позапартійний          | тимчасово не працює                             |
| 3        | Кушнір Микола Євгенович       | 03.11.2010            | вища               | позапартійний          | ДАІ, старший інспектор                          |
| 4        | Русин Оксана Зеновіївна       | 03.11.2010            | вища               | позапартійна           | Гадинківська с/р, секретар                      |
| 5        | Павлюк Ольга Володимірівна    | 03.11.2010            | середня            | позапартійна           | Ковбасний цех, робітник                         |
| 6        | Сеньків Галина Григорівна     | 03.11.2010            | середня спеціальна | позапартійна           | Залізнична станція гадинківці, чергова          |
| 7        | Підгірський Микола Флорович   | 03.11.2010            | середня спеціальна | позапартійний          | ФГ «ТАК», шофер                                 |
| 8        | Лучка Володимир Євгенович     | 03.11.2010            | вища               | позапартійний          | Ковбасний цех, ветлікар                         |
| 9        | Патола Андрій Зіновійович     | 03.11.2010            | вища               | позапартійний          | тимчасово не працює                             |
| 10       | Марціяш Ярослав Іванович      | 03.11.2010            | середня спеціальна | позапартійний          | тимчасово не працює                             |
| 11       | Дражньовська Надія Євстахівна | 03.11.2010            | середня спеціальна | позапартійна           | Гадинківська с/р, бухгалтер                     |
| 12       | Бісюк Любов Володимирівна     | 03.11.2010            | середня спеціальна | позапартійна           | Гадинківці дитячий садік, завідувачка           |
| 13       | Куч Михайло Петрович          | 03.11.2010            | середня спеціальна | позапартійний          | м. Чортків Слідчий ізолятор, помічник чергового |
| 14       | Мельник Олена Павлівна        | 03.11.2010            | середня спеціальна | позапартійна           | Гадинківці БК, зав. клубом                      |
| 15       | Піхота Микола Ярославович     | 03.11.2010            | середня спеціальна | позапартійний          | Залізнична станція Вигнанка, оглядач вагонів    |
| 16       | Рольський Володимир Тарасович | 03.11.2010            | середня спеціальна | позапартійний          | тимчасово не працює                             |